# Arvana
Arvana är en ort i Azerbajdzjan.   Den ligger i distriktet Jardymly, i den södra delen av landet, 230 kilometer sydväst om huvudstaden Baku. Arvana ligger 1 758 meter över havet och antalet invånare är 520.
Terrängen runt Arvana är kuperad åt sydväst, men åt nordost är den bergig. Terrängen runt Arvana sluttar norrut. Närmaste större samhälle är Shefekli, 8,5 kilometer norr om Arvana. 
Trakten runt Arvana består i huvudsak av gräsmarker. Runt Arvana är det ganska tätbefolkat, med 56 invånare per kvadratkilometer.